# Elecciones federales de Bélgica de 2007
Las elecciones federales en Bélgica de 2007, se celebraron el domingo 10 de junio de 2007. Resultó vencedor el Partido Democristiano Flamenco (CD&V) de Yves Leterme, consiguiendo 30 diputados sobre un total de 150. La derecha flamenca tuvo una ventaja de 30 por ciento en la norteña región de Flandes, dónde vive el 60 por ciento de la población belga, Así, se encaminaba a suceder al primer ministro, Guy Verhofstadt, cuyo partido, el Demócrata Liberal Flamenco, cayó al segundo lugar y empató con la extrema derecha independentista Vlaams Belang.
Leterme defendió "una reforma del Estado", al referirse a un refuerzo de los poderes de las regiones las tres regiones belgas (Flandes, Valonia y Bruselas), aunque los francófonos del sur temen que sea un paso hacia la escisión del reino.

## Resultados electorales

### Cámara de Representantes

#### Flandes
|  | Partidos        | Votos obtenidos | %       | Escaños |
|  | CD&V/N-VA       | 1.224.801       | 29,06 % | 301     |
|  | Vlaams Belang   | 783.341         | 19 %    | 17      |
|  | Open VLD        | 775.677         | 18,8 %  | 18      |
|  | SPA-Spirit      | 675. 189        | 16,3 %  | 14      |
|  | Lijst De Decker | 266.765         | 6,45 %  | 5       |
|  | Groen!          | 259.949         | 6,3 %   | 4       |

1 5 escaños de la N-VA en coalición con el CD&V.

En total 88 escaños flamencos sobre 150 en el Parlamento Federal Belga.

#### Bruselas
|  | Partidos        | Votos obtenidos | %      | Escaños |
|  | MR              | 148.372         | 32 %   | 6       |
|  | PS              | 102.134         | 21,5 % | 3       |
|  | CDH             | 68.703          | 14,5 % | 3       |
|  | Ecolo           | 67.211          | 13,9 % | 2       |
|  | Vlaams Belang   | 15.136          | 3,15 % |         |
|  | Open VLD        | 13.768          | 2,86 % |         |
|  | FN              | 13.603          | 2,83 % |         |
|  | CD&V            | 10.146          | 2,11 % |         |
|  | SPA- Spirit     | 9.201           | 1,91 % |         |
|  | Groen!          | 5.879           | 1,22 % |         |
|  | Lijst De Decker | 1883            | 0,39 % |         |

En total 14 escaños únicamente francófonos en Bruselas.

#### Valonia
|  | Partidos | Votos obtenidos | %       | Escaños |
|  | MR       | 641.824         | 31,2 %  | 17      |
|  | PS       | 607.961         | 29,5 %  | 17      |
|  | CDH      | 324.556         | 14,29 % | 7       |
|  | Ecolo    | 262.934         | 13,98 % | 6       |
|  | FN       | 114.936         | 5,6 %   | 1       |

En total 48 escaños al Parlamento Federal Belga.

### Senado
|  | Partidos        | Votos obtenidos | %       | Escaños |
|  | CD&V/N-VA       | 1.287.389       | 19,42 % | 9       |
|  | Open VLD        | 821.980         | 12,40 % | 5       |
|  | MR              | 815.755         | 12,31 % | 6       |
|  | Vlaams Belang   | 787.782         | 11,89%  | 5       |
|  | PS              | 687.812         | 10,24 % | 4       |
|  | SPA-Spirit      | 665.342         | 10,04%  | 4       |
|  | CDH             | 390.852         | 5,9 %   | 2       |
|  | Ecolo           | 385.466         | 5,82 %  | 2       |
|  | Groen!          | 241.151         | 3,64 %  | 1       |
|  | Lijst De Decker | 223.992         | 3,38 %  | 1       |
|  | FN              | 150.461         | 2,27 %  | 1       |

En total se eligieron 40 escaños en el Senado.